# Movimiento Popular Jujeño
Movimiento Popular Jujeño (MPJ) es un partido político de la provincia argentina de Jujuy. Fue fundado por el exgobernador (1958–1962, 1963–1964) Horacio Guzmán el 18 de noviembre de 1964, el 130 aniversario de la declaración de autonomía de Jujuy en 1834.
Gobernó la provincia entre 1981 y 1982, cuando Rafael Jáuregui y Horacio Guzmán fueron nombrados interventores federales durante el Proceso de Reorganización Nacional.
Entre 1966 y 1995 fue la tercera fuerza política más votada, después del Partido Justicialista y la Unión Cívica Radical. Desde las elecciones de 1999 estuvo aliado a la Unión Cívica Radical, hasta las elecciones de 2011, cuando se alió al Partido Justicialista. En las elecciones de 2015 se pasó a Unidos por una Nueva Alternativa, la cual se alió con la Unión Cívica Radical y Propuesta Republicana para formar el Frente Cambia Jujuy.